# Top Dogs

Buchcover von Top Dogs

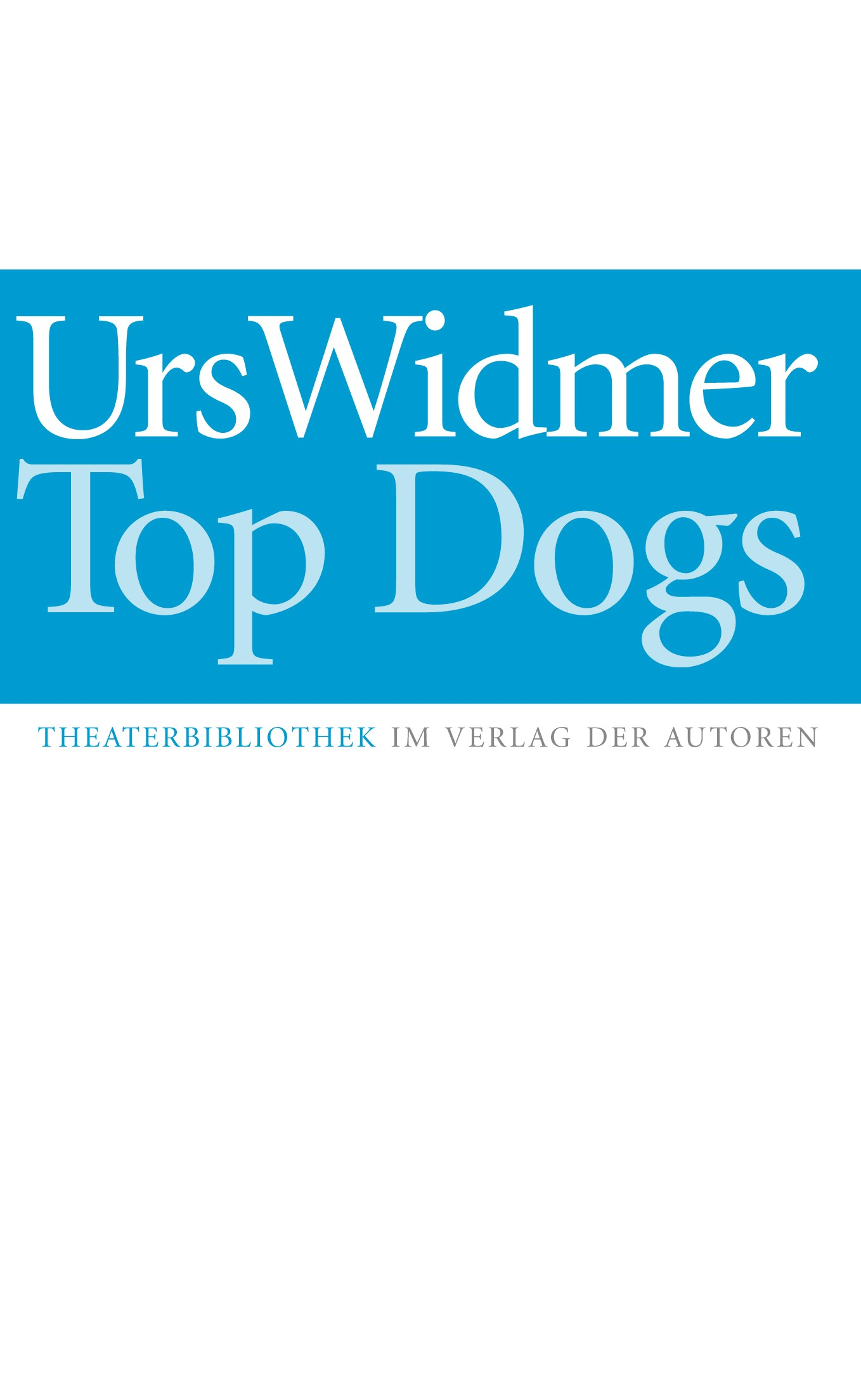
Buchcover Urs Widmer, Top Dogs, 29. Auflage 2023

Top Dogs (Uraufführung: Theater am Neumarkt Zürich, Mai 1996) ist ein Theaterstück von Urs Widmer. Das dazugehörige Buch Top Dogs ist ein heimlicher Indie-Bestseller, seit Start der Bestsellerliste Independent (Belletristik) des Börsenblatts  im April 2018 stetig vorne in den Top 25 vertreten.

## Inhalt
Das Drama Top Dogs von Urs Widmer, das 1997 im Verlag der Autoren erschienen ist und mehrfach ausgezeichnet wurde, beschäftigt sich mit Topmanagern, denen gekündigt worden ist und die arbeitslos geworden sind. Sie haben sich während ihrer Tätigkeit als Topmanager von ihrem Beruf, ihrem Privatleben und sich selbst entfremdet und versuchen nun mit Hilfe der New Challenge Company, ihr Leben in den Griff zu bekommen und möglichst schnell eine neue Anstellung zu finden.

## Charaktere
Die Charaktere werden bei den verschiedenen Aufführungen in der Regel nach den jeweiligen Schauspielern benannt. Alternativ werden die Namen der Schauspieler der Uraufführung 1996 in Zürich verwendet:
- Julika Jenkins (war Projektleiterin)
- Susanne Wrage (früher als Finanzanalystin bei der Chase Manhattan Bank)
- Dodó Deér (einst im Catering der Swissair-Fluggesellschaft tätig)
- Urs Bihler (White-Chollor Chef)
- Hanspeter Müller (Projektleiter bei einer Turbinenfirma)
- E. Heinrich Krause (Abteilungsleiter durch seinen Vater)
- Michael Neuenschwander (war zuständig für die Freizeitkultur eines Konzerns)
- Gilles Tschudi (war an der Börse tätig)

Alle Personen leiden unter ihrer Entlassung und können kaum begreifen, dass sie nun selbst die Entlassenen sind. Sie müssen nun das, was sie vielen Arbeitnehmern zuvor durch deren Entlassung angetan haben, selbst erleben. Das Drama zeigt die völlige Entfremdung der „Top Dogs“ von ihrem Beruf, ihrem Privatleben und sich selbst. Keiner der entlassenen Manager schafft es, nach seiner Kündigung in ein „normales“ Leben zurückzufinden (außer Julika Jenkins; sie erhält nach ihrer Entlassung eine Stelle bei Nestlé in Südkorea. S. 84, Zeile 46–57). Sie alle sind gefangen in dem Wahn, nach ihren alten Zielen zu streben: Macht, Einfluss, Ansehen und Geld. Familienglück oder Empfinden von Liebe sind für die Charaktere nicht mehr möglich, da sie allzu sehr von diesen Werten und Gefühlen entfremdet sind. Die „Top Dogs“ sind gefangen in ihrem eigenen System, was auch daran zu erkennen ist, dass sie sich auf alle „Spiele“ im Outplacementcenter einlassen, obwohl deren Sinn vielfach fragwürdig erscheint.

## Besonderheiten
Es gibt keine geschlossene Form und keinen durchgängigen Handlungsstrang. Die Besetzung der Rolle des Psychologen wechselt. Sie wird von unterschiedlichen Personen – allesamt eigentlich Klienten – wahrgenommen; die Grenze zwischen Klienten und Psychologen verschwimmt.
Bekannte literarische Werke werden instrumentalisiert, u. a. die Apokalypse aus der Offenbarung des Johannes und Märchen. Es gibt keine psychologischen Figuren der Realität, sondern nur Stereotype.
Die episodenhafte Form des Stückes ähnelt der des epischen Theaters.
Das Stück kann als moderne Tragödie interpretiert werden.

## Struktur und Zusammenfassung
1. Gipfelkonferenz, Wrage/Deér
Herr Deér, der bei der Swissair arbeitete, kommt neu ins Outplacement-Center. Ihm werden die anderen Klienten vorgestellt. Er begreift zunächst nicht, dass er wie sie seit kurzem arbeitslos ist: Er ist in einer Phase der Verleugnung.
Frau Wrage erklärt ihm geduldig seine Situation und den Zweck des Outplacement-Centers; nach und nach begreift er seine Situation.
2. Heute sind wieder die Churchills gefragt, Bihler/Tschudi
In diesem Abschnitt spielen zwei Klienten eine Entlassung nach, wobei Bihler den Chef und Tschudi den zu Entlassenden spielt. In diesem Kapitel spricht Bihler den prägnanten Satz: „Business, das ist Krieg. Blut und Tränen. So ist das.“
3. Die Schlacht der Wörter, alle Personen
Hier werfen alle Klienten ohne Zusammenhang einander Begriffe – meist Anglizismen – aus der Wirtschaft und dem Management zu.
4. Camp
Jenkins nimmt die Position der Psychologin ein und die Klienten sprechen darüber, wie sie mit ihrer Entlassung umgegangen sind.
4.1 Der erste Fall, Jenkins/Müller
Müller war Projektleiter bei einer Firma namens „Interstorm“. Er wird nach Ouchy zum Chef gerufen; ein anderer Mitarbeiter informiert ihn im Lift darüber, dass er entlassen werden soll. Müller wickelt die Kündigung beim Chef professionell und scheinbar cool ab.
4.2 Der zweite Fall, Wrage
Wrage war in der Chase Manhattan Bank als Finanzanalystin tätig. Ihr wurde überraschend schriftlich gekündigt. Daraufhin buchte sie sofort einen Karibik-Urlaub.
4.3 Der dritte Fall, Neuenschwander
Neuenschwander war in einem großen Konzern für das Freizeitangebot des Managements zuständig. Er gab vielen Managern Tennisstunden und bemerkte, dass diese zunehmend aggressiver spielten. Als die Manager plötzlich bis tief in die Nacht arbeiten mussten, wurde sein Posten überflüssig und er wurde entlassen. Er hatte sich an diesem Tag einen Porsche gekauft, und seine Frau verließ ihn mit seinem alten Auto (Golf GTI).
4.4 Der vierte Fall, Tschudi
Tschudi war für Brubble & Lee Ltd. an der Börse tätig. Der Unternehmensvorstand handelte zunehmend illegal; Tschudi sollte als Sündenbock herhalten. Als er dies verweigerte, kamen drei Manager und sein Nachfolger aus Hongkong; er erhielt die Kündigung.
4.5 Sie sind entlassen, Krause!, Krause/Jenkins/Bihler
(Jenkins leitet die Diskussion)
Krause spricht darüber, dass es doch eigentlich keine Schande sei, entlassen zu werden. Schließlich gehe es Millionen Menschen so. Seine Kündigung nimmt ihn persönlich trotzdem sehr mit; er kämpft oft mit den Tränen. Er hat seit seiner Entlassung viele psychosomatische Probleme.
Auf die Frage, wie er in der Position seines Chefs die Kündigung ausgesprochen hätte, wird ein Rollenspiel aufgebaut. Zunächst kann er auch in der Rolle des Chefs nicht aus seiner Haut und stimmt einen weinerlichen Ton an, dann aber nimmt er plötzlich Haltung an und putzt „Heinrich Krause“ herunter.
4.6 Manöverkritik, alle Vorherigen
Krauses Ausführungen werden diskutiert.
Einige stören sich an der übermäßigen Emotionalität, die Krause im Rollenspiel zeigte, andere finden sie verständlich. Der Sinn des Outplacement-Centers und die Vermittlungschancen besonders für die älteren Teilnehmer werden von einigen angezweifelt und von der Gruppe diskutiert.
4.7 Der vierte Fall (2)
Nachdem Tschudi entlassen wurde und er dadurch auch seinen Firmenwagen abgeben musste, mietet er sich ein gleiches Auto und verlässt in den folgenden Wochen wie jeden Tag pünktlich das Haus, um seiner Frau die Entlassung zu verheimlichen. Eines Tages erfährt er, dass seine Frau und die Kinder längst von seiner Entlassung wissen; ein Nachbar hatte sie informiert. Er dreht durch und schlägt seine Frau. Die beiden Ehepartner verhalten sich am nächsten Morgen wie üblich und sprechen nicht von dem Vorfall.
4.8 Der zweite Fall (2)
Wrage erzählt, der Urlaub in der Karibik sei alles andere als schön gewesen – sie hatte ihn vorher anders geschildert.
Sie verließ in den drei Wochen ihr Zimmer nicht. Als eine der ersten sagt sie deutlich, dass eine Entlassung eine sehr demütigende Erfahrung ist.
4.9 Der dritte Fall (2)
Neuenschwander erzählt, dass er den Porsche immer nur in der Garage laufen lässt. Ansonsten fährt er den Wagen nicht.
4.10 Der erste Fall (2)
Müller erzählt davon, dass auch seine Entlassung viel erheblichere Auswirkungen hatte, als er zuvor geschildert hat. Seine Frau erlitt, nachdem sie von seiner Entlassung erfuhr, einen Nervenzusammenbruch, kam in psychiatrische Behandlung und bekommt jetzt Medikamente. Seitdem gehe es ihr wieder gut.
5. Gangübungen (1)
Tschudi erklärt Deér, wie er als Manager aufzutreten habe. Dabei geht es vor allem um Körperhaltung und Gang.
6. Blöde Kuh
Müller ist der Psychologe und lässt Jenkins und Neuenschwander ein Rollenspiel durchführen. In diesem Rollenspiel stellt Jenkins Neuenschwanders Frau dar. Es wird in vertauschten Rollen die morgendliche Situation in der Küche nachgespielt, um die Konflikte des Paares zu beleuchten.
7. Gangübungen (2)
Diesmal ist Deér der Lehrer und bringt Tschudi das richtige Auftreten bei, wobei er das, was ihm Tschudi erklärt hat, völlig übertrieben weitergibt.
8. Träume
Alle Klienten erzählen der Reihe nach, wovon sie träumen und was sie gerne mal tun würden. Fast alle wünschen sich mehr Menschlichkeit in der Welt, wobei sie sich selbst in Widersprüche verwickeln. Bei näherer Betrachtung und Interpretation stellt sich heraus, dass dies alles Hirngespinste von ihnen sind.
8.1 Menschliche Beziehungen, Krause
Krause möchte mehr Zeit für menschliche Beziehungen haben und mal etwas anderes tun als arbeiten. Er entdeckt das Internet als sorgenfreie Zone, in die er sich zurückziehen kann.
8.2 Der Glanz der hohen Zahl, Tschudi
Tschudi zählt eine ganze Reihe hoher Zahlen auf, um zu verdeutlichen, welche „Werte“ in der Wirtschaft und im Management zählen. Er sehnt sich offenbar danach, wieder einmal solch gute Zahlen zu „produzieren“.
8.3 Tierwärter, Deér
Deér würde sich manchmal gerne aus dem Management zurückziehen und als Tierpfleger arbeiten, was ihm mehr sozialen Kontakt (z. B. zu den Tieren) verschaffen würde.
8.4 Waffen der Frau, Wrage
Wrage spricht mit einer Mischung aus Kampfwillen und Bitterkeit darüber, dass sie „zurückkommen“ werde. Dazu will sie, wie schon in der Vergangenheit auch, die „Waffen der Frau“ nutzen und stellt klar, dass dies nicht nur Sexappeal, sondern vor allem der Verstand sei.
8.5 Büro aus Glas, Jenkins
Jenkins träumt von einer glanzvollen Karriere, in welcher es ein „Büro aus Glas“ mit zahlreichen ihr gehörenden Unternehmen gibt. Neben diesen Phantasien spricht sie immer wieder über ihre Mutter, die ihr ein ganzes Leben lang eingeredet hat, dass aus ihr nichts werden wird. Besonders am Schluss wird deutlich, dass sie den Erfolg vor allen Dingen deshalb herbeiwünscht, um endlich die Anerkennung ihrer Mutter zu finden.
8.6 Honeymoon-Suite, Bihler
Bihler möchte seine Gattin einmal so richtig mit den luxuriösesten Dingen dieser Welt verwöhnen, um ihr für ihre Treue in alle den Jahren der Vernachlässigung zu danken. In seinen Schilderungen wird deutlich, dass seine Vorstellungen von „verwöhnen“ sich mehr an Klischees und seiner Vorstellung von Luxus als an den wahren Bedürfnissen seiner Frau orientieren.
8.7 Bergwanderung, Müller
Müller möchte mit seinem Chef eine Bergwanderung machen, um ihn – oben angekommen – in die Tiefe zu stürzen und dann genüsslich dabei zusehen, wie dieser auf einem Gletscher zerschellt.
8.8 Mundharmonika, Neuenschwander
Neuenschwander spielt auf seiner Mundharmonika Teile aus Mozarts Kleiner Nachtmusik.
Diese Friedfertigkeit steht im krassen Kontrast zu Müllers brutaler Vorstellung.
9. Gangübungen (3), Tschudi/Deér
Nun ist wieder Tschudi der Lehrer, der Deér erneut das Auftreten beibringt. Er übertreibt es diesmal aber so sehr, dass Deérs Gang völlig unnatürlich aussieht.
10. Die Märchen
Eine sehr ähnliche Situation wie bei den Träumen, nur dass nicht alle Klienten zu Wort kommen. Die Märchen richten sich an den Zuschauer, was man daran erkennt, dass die Personen nichts aus diesen Märchen lernen bzw. nicht einmal ansatzweise die Nachricht wahrnehmen.
10.1 Hans im Glück, Neuenschwander
Es wird die Geschichte von Hans im Glück erzählt. Neuenschwander kann nicht begreifen, wie man alles verlieren und trotzdem glücklich sein kann.
10.2 Das Märchen von den Vätern und Söhnen, Müller
Es wird erzählt, dass die Söhne eines jeden Vaters ausziehen, um das zu erlernen, was der Vater selbst einst lernte. Dabei geht es darum, dass die Söhne nicht beim Vater lernen, was sie ebenso gut könnten, sondern sich lieber einen fremden Lehrmeister suchen.
10.3 Der Fischer und seine Frau, Krause
Es wird von einem Fischer berichtet, der einen Fisch fängt und diesen wieder ins Wasser wirft, weil der Fisch ihm erzählt, dass er ein Prinz sei. Die Frau des Fischers schickt den Fischer zum Fisch zurück und stellt Forderungen, die auch erfüllt werden. (Zunächst nur ein richtiges Haus, zum Schluss will sie Gott sein.) Am Ende wird diese Habgier dadurch bestraft, dass sie das zurückbekommt, was sie am Anfang hatte.
10.4 Die Utopie vom Menschen, Bihler
Es wird erzählt, dass eine Zeit kommt, die voller Harmonie und Frieden sein wird. Am Ende wird jedoch gesagt: „So wird es werden, wenn nicht in diesem, dann im nächsten Jahrtausend“. Somit bleibt nur das Hoffen auf diese Zeit.
11. Exerzierfeld
Gruppenmitglieder machen japanische Kampfübungen.
11.1 Die große Klage
Ähnlich wie bei der Schlacht der Wörter, werden hier wieder von allen Anwesenden Begriffe durcheinander geschrien, jedoch noch intensiver als beim ersten Mal.
12. Abschied, alle
Frau Wrage erklärt, dass Jenkins einen neuen Job gefunden hat und die Gruppe verlassen wird. Es wird ihr daraufhin Glück gewünscht und sie verabschiedet sich von jedem der Anwesenden.

## Entstehung
Das Stück entstand aus von Urs Widmer geführten Interviews mit entlassenen Topmanagern, wobei deren Probleme mit der Entlassung als Grundlage der Charakterkonflikte der einzelnen „Top Dogs“ übernommen wurden. Außerdem bekam Widmer Hilfe von zwei Outplacement-Firmen.
Die Entstehung des Stückes erklärte Urs Widmer als „eine Art Auftrag“. Volker Hesse, damals Co-Intendant des Theater am Neumarkt Zürich, thematisierte Anfang 1996 die Entlassung von gut verdienenden Managern. „Dass ganze Management-Ebenen wegrationalisiert wurden, das hatte damals noch einen News-Wert. Wir haben in sogenannten Outplacement-Büros recherchiert, wie zwei Ethnologen.“ Die Recherchen, das Schreiben des Stücks und die Proben fanden zur gleichen Zeit statt: „Alles in allem eine heiße Zeit. In drei Monaten waren wir fertig.“

## Handlungsort
Das Outplacement-Center ist der zentrale Handlungsort. Es handelt sich hierbei um eine Einrichtung für entlassene Führungskräfte, den Top Dogs, welche von der NCC (New Challenge Company) betrieben wird. Es wird den Klienten, entlassenen Topmanagern, geholfen, mit der Situation der Arbeitslosigkeit zurechtzukommen und einen neuen Arbeitsplatz zu finden. Dabei wird ihnen ihre gewohnte Umgebung vorgetäuscht, so ist das Outplacement-Center im Bürostil gehalten. (S. 13, Z. 6–11, Frau Wrage: „Wir stellen unseren Klienten hier eine Infrastruktur zur Verfügung, ähnlich der, die sie von ihren frühern Arbeitgeber her gewöhnt sind. Computer, Fax, Telefon, Sekretariat für alle Schreibarbeiten [...], Kaffeemaschine [...].“)

## Bewertung
Das Thema … heißt: strukturelle Arbeitslosigkeit; es ist das Dilemma der westlichen Industrie- und Wohlstandsgesellschaft. Doch anders als sonst wird das Thema ganz vom Kopf her aufgezäumt. Nicht um Underdogs geht es, sondern um „Top Dogs“. Um Spitzenmanager also, die im Zuge global bedingter Umstrukturierung entlassen wurden und die sich jetzt, zwecks Schockabfederung, Enttäuschungsverarbeitung und späterer beruflicher Reintegration, in einem Zürcher Outplacement-Büro zusammengefunden haben. Wichtig ist der Perspektivenwechsel. Präsentiert wird ein Königsdrama der Wirtschaft, nicht ein Kleine-Leute-Stück. Das bugsiert das Spiel aus den Grauzonen der üblichen Sozialreportage heraus, sichert ihm überraschende Einsichten – und Witz: Ein klein wenig Schadenfreude, natürlich, ist auch dabei … Lachend, bestens unterhalten, aber immer wieder auch in Beklommenheit begreifen wir: Da ist etwas faul, nicht nur im Staate Helvetia; da bahnt sich weltweit ein ziemlich wölfischer Kapitalismus seinen Weg, in seiner Inhumanität notdürftig getarnt hinter den phraseologischen Fassaden eines dynamischen Neoliberalismus; da wird der Mensch, falls er nicht gerade als Verbraucher benötigt wird, zunehmend überflüssig; da müssen Manager nicht nur ihre Untergebenen, sondern am Schluss auch sich selbst entlassen. Das ist die groteske Logik der Ökonomie. Die Globalisierung frißt ihre Kinder.
– Aus: Gerhard Jörder, Preisrede auf „Top Dogs“ beim Berliner Theatertreffen 1997

## Primärliteratur
- Urs Widmer: Top Dogs. Verlag der Autoren, Frankfurt am Main, 1997, ISBN 978-3-88661-189-8.

## Sekundärliteratur
- Ursi Schachenmann: Top Dogs. Entstehung, Hintergründe, Materialien. Kontrast, Zürich 1997 ISBN 3-9521287-1-6.[5]
- Dieter Wrobel: Urs Widmer: Top Dogs. Oldenbourg Interpretationen. Band 105. München (Oldenbourg) 2006. ISBN 978-3-637-00105-3.
- Annegret Kreutz: Urs Widmer: Top dogs. Hg. Johannes Diekhans. Reihe: Einfach Deutsch. Unterrichtsmodelle. Schöningh, Westermann Schulbuch, Paderborn 2008, ISBN 978-3-14-022398-0.[6]
- Maria Felicitas Herforth: Urs Widmer, Top Dogs. Königs Erläuterungen und Materialien, 445. C. Bange, Hollfeld 2010, ISBN 3-8044-1831-7.
  - dies.: Top Dogs. Königs Erläuterungen. Textanalyse und Interpretation, 445. C. Bange Verlag, Hollfeld 2012, ISBN 978-3-8044-1981-0.[7] Auch als E-Book.